# Rue de l'Indre (Paris)
Pour les articles homonymes, voir Rue de l'Indre.
La rue de l'Indre est une voie du 20e arrondissement de Paris, en France.

## Situation et accès
La rue de l'Indre est une voie publique située dans le 20e arrondissement de Paris. Elle débute au 32, rue des Prairies et se termine au 25, rue Pelleport et rue de la Cour-des-Noues.

## Origine du nom

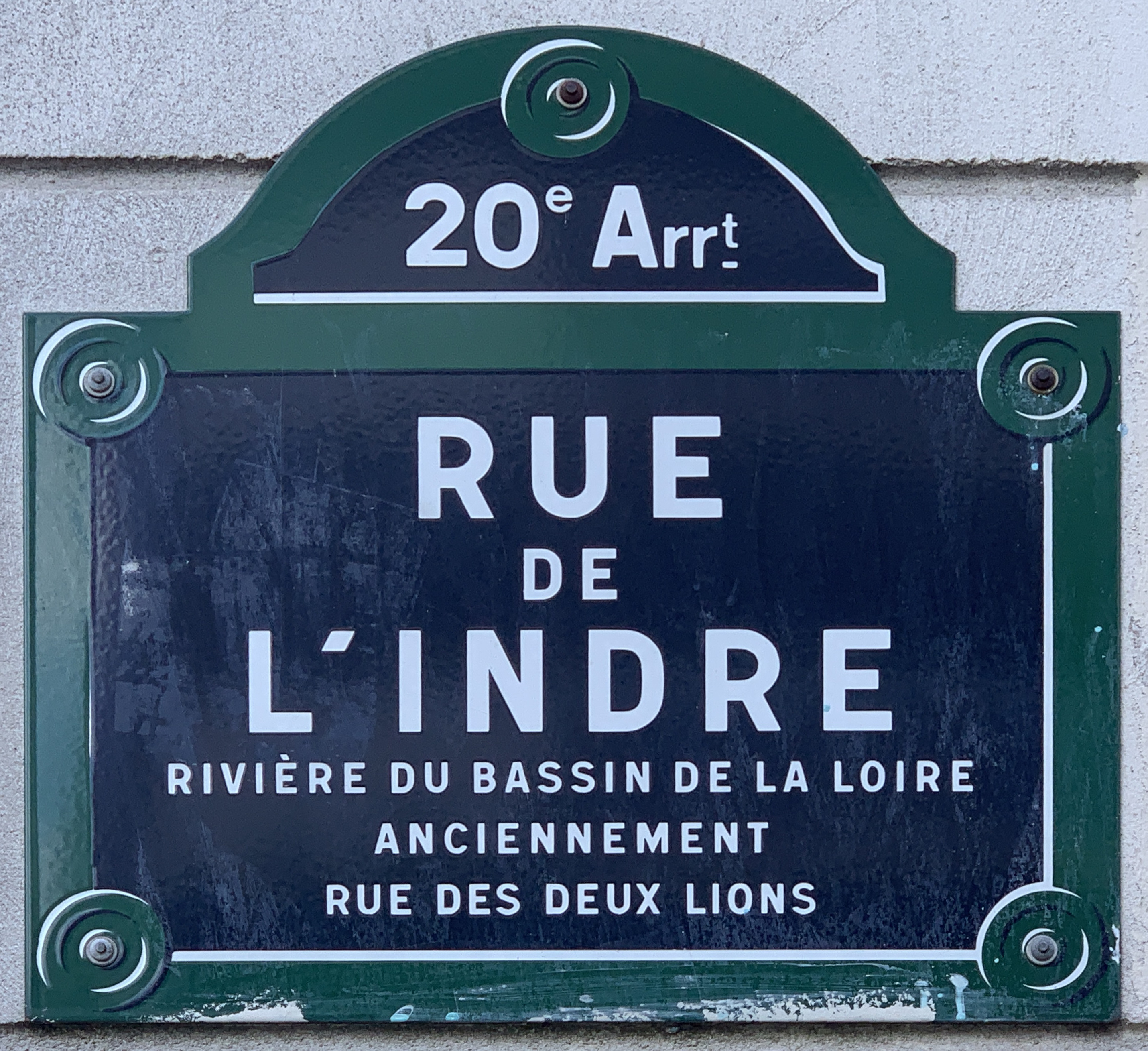
Plaque de la rue.

Elle porte le nom de l'Indre, une rivière du bassin de la Loire.

## Historique
Cette voie de l'ancienne commune de Charonne, indiquée à l'état de sentier sur le plan cadastral de 1812, devenue « rue des Deux-Lions » puis « rue Mondétour », est classée dans la voirie parisienne par un décret du 23 mai 1863 avant de recevoir son nom actuel par un arrêté du 1er février 1877.